# Aillon-le-Jeune
Pour les articles homonymes, voir Aillon (homonymie).
Ne doit pas être confondu avec Aillon-le-Vieux.
Aillon-le-Jeune est une commune française située dans le département de la Savoie, en région Auvergne-Rhône-Alpes.

## Géographie

### Situation
Le chef-lieu d'Aillon-le-Jeune est situé dans une vallée du massif des Bauges, au pied du mont Colombier (2 043 m) à l'est, du mont Margériaz à l'ouest et du mont de la Buffaz au sud. On y accède, au sud, par la route du col des Prés.

## Communes limitrophes

### Climat
Pour des articles plus généraux, voir Climat d'Auvergne-Rhône-Alpes et Climat de la Savoie.
En 2010, le climat de la commune est de type climat de montagne, selon une étude du Centre national de la recherche scientifique s'appuyant sur une série de données couvrant la période 1971-2000. En 2020, Météo-France publie une typologie des climats de la France métropolitaine dans laquelle la commune est exposée à un climat de montagne ou de marges de montagne et est dans la région climatique Alpes du nord, caractérisée par une pluviométrie annuelle de 1 200 à 1 500 mm, irrégulièrement répartie en été.
Pour la période 1971-2000, la température annuelle moyenne est de 8,9 °C, avec une amplitude thermique annuelle de 16,8 °C. Le cumul annuel moyen de précipitations est de 1 496 mm, avec 10,5 jours de précipitations en janvier et 9,5 jours en juillet. Pour la période 1991-2020, la température moyenne annuelle observée sur la station météorologique de Météo-France la plus proche, « Feclaz_sapc », sur la commune des Déserts à 5 km à vol d'oiseau, est de 6,2 °C et le cumul annuel moyen de précipitations est de 1 652,2 mm,. Pour l'avenir, les paramètres climatiques de la commune estimés pour 2050 selon différents scénarios d'émission de gaz à effet de serre sont consultables sur un site dédié publié par Météo-France en novembre 2022.

## Urbanisme

### Typologie
Au 1er janvier 2024, Aillon-le-Jeune est catégorisée commune rurale à habitat dispersé, selon la nouvelle grille communale de densité à sept niveaux définie par l'Insee en 2022.
Elle est située hors unité urbaine. Par ailleurs la commune fait partie de l'aire d'attraction de Chambéry, dont elle est une commune de la couronne,. Cette aire, qui regroupe 115 communes, est catégorisée dans les aires de 200 000 à moins de 700 000 habitants,.

### Occupation des sols
L'occupation des sols de la commune, telle qu'elle ressort de la base de données européenne d’occupation biophysique des sols Corine Land Cover (CLC), est marquée par l'importance des forêts et milieux semi-naturels (88,8 % en 2018), une proportion sensiblement équivalente à celle de 1990 (88,5 %). La répartition détaillée en 2018 est la suivante : forêts (73,3 %), milieux à végétation arbustive et/ou herbacée (12,8 %), prairies (6,7 %), espaces ouverts, sans ou avec peu de végétation (2,7 %), zones agricoles hétérogènes (2,2 %), zones urbanisées (1,4 %), espaces verts artificialisés, non agricoles (0,8 %).
L'IGN met par ailleurs à disposition un outil en ligne permettant de comparer l'évolution dans le temps de l'occupation des sols de la commune (ou de territoires à des échelles différentes). Plusieurs époques sont accessibles sous forme de cartes ou photos aériennes : la carte de Cassini (XVIIIe siècle), la carte d'état-major (1820-1866) et la période actuelle (1950 à aujourd'hui).

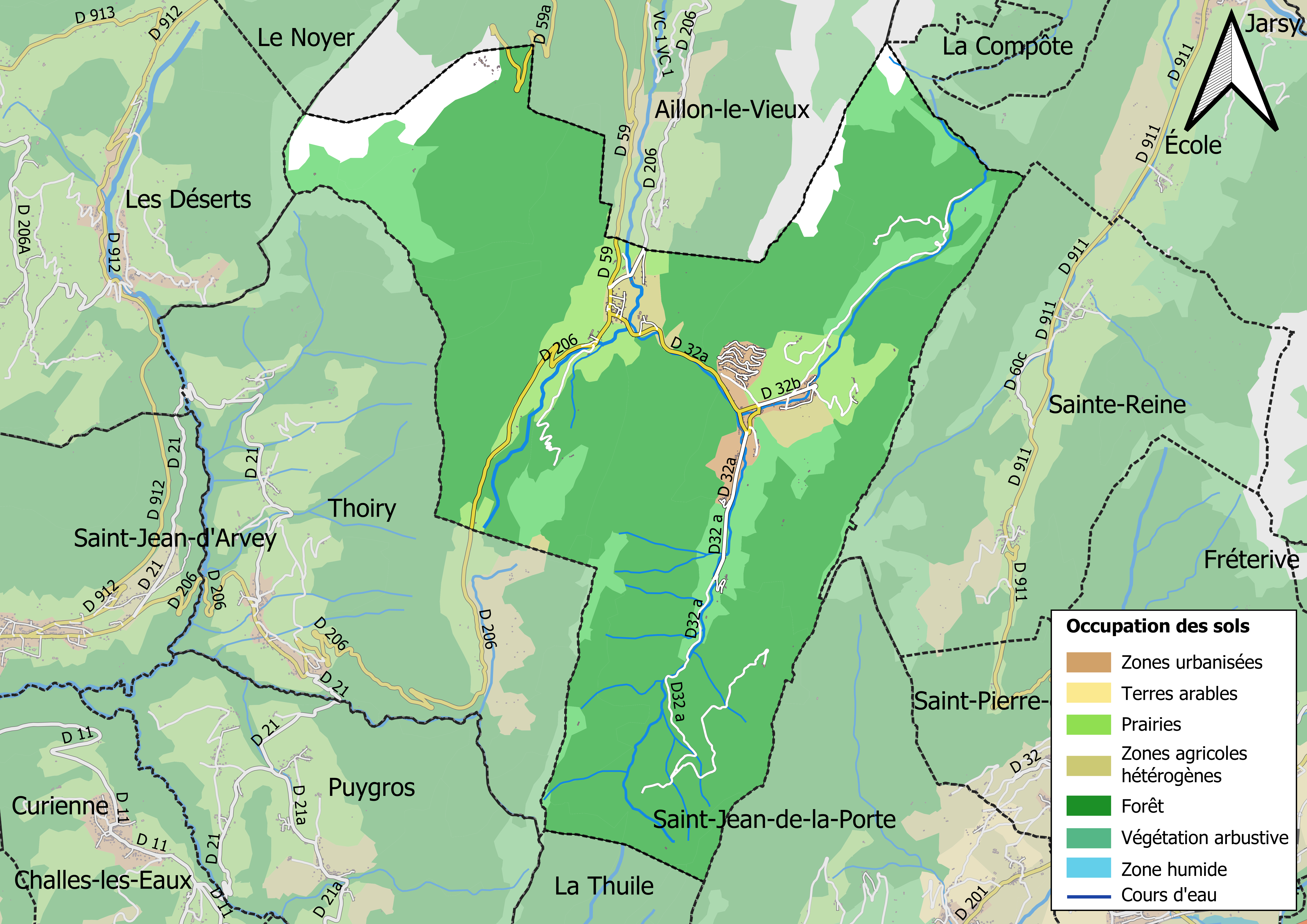
Carte des infrastructures et de l'occupation des sols en 2018 (CLC) de la commune.
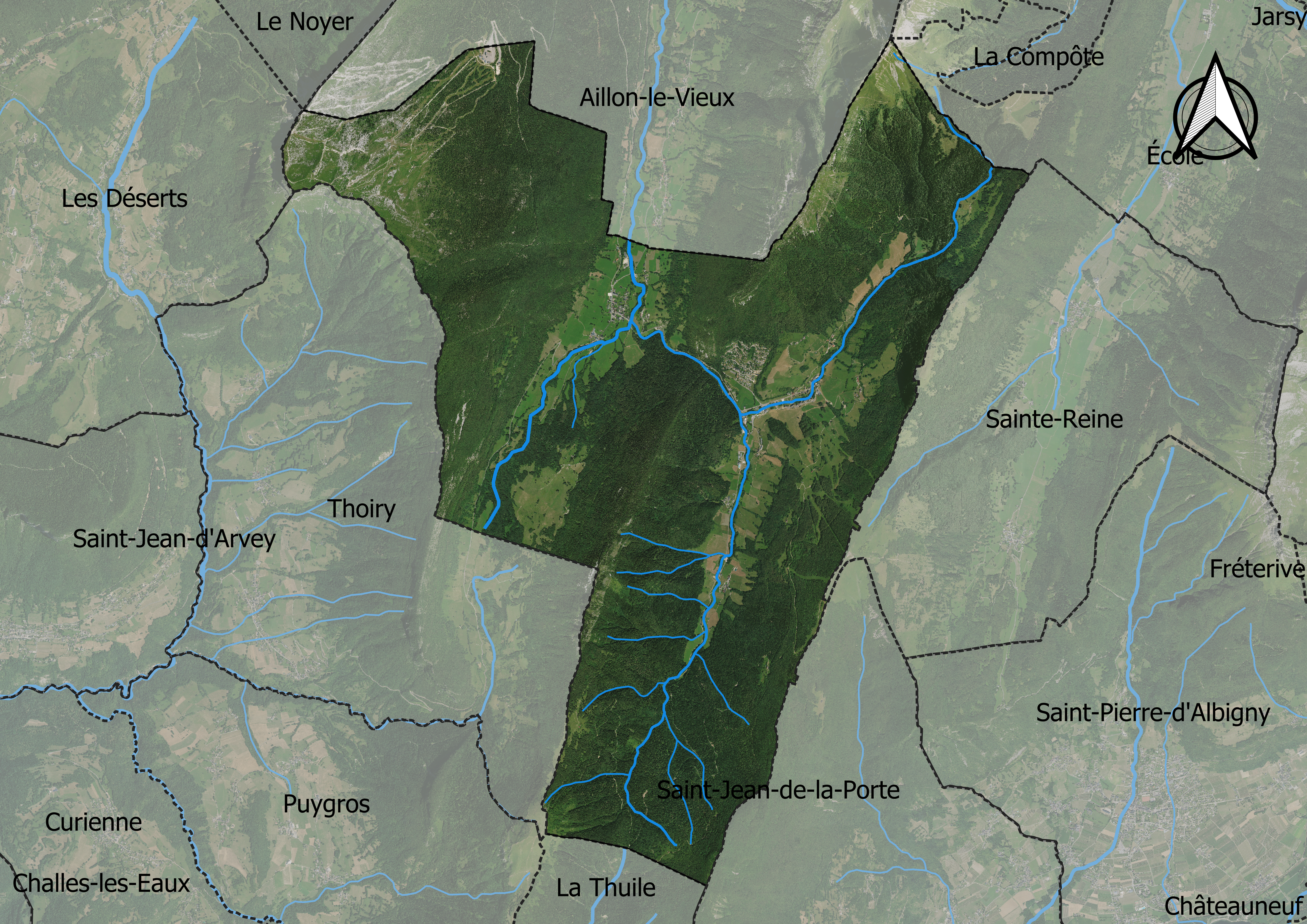
Carte orthophotogrammétrique de la commune.

## Toponymie
Aillon-le-Jeune est composée d'un toponyme dérivé du nom d'un propriétaire gallo-romain auquel a été ajouté l'adjectif « le Jeune », la distinguant de sa voisine « le Vieux » (voir ci-après).
Aillon ou Allionis est un toponyme semblant désigner un ancien fundus dont le nom du propriétaire est passé à la propriété, dans la période gallo-romaine le terme recouvre le territoire d'une exploitation agricole avec ses installations spécifiques et le logis de son propriétaire,. Le propriétaire semble être un certain Allio, Allionis, dérivé du gentilice Allius selon le chanoine Gros, ou peut être est-il un hypocoristique du prénom Élie.
Les mentions de la paroisse ou de sa chartreuse ou de ses représentants évoluent au cours des siècles. Le chanoine Adolphe Gros reprend le travail de l'historien spécialiste du territoire des Bauges, l'abbé Laurent Morand (1830-1894), auteur de Les Bauges : histoire et documents (3 tomes, Chambéry, 1889- 1890-1891). On trouve ainsi Guigo prior de Allione en 1158, Domus Allionis vers 1178, date supposée de la fondation de la chartreuse, puis Bernardus prior de Allione en 1198, prior Allonis en 1223, Cura de Allion vers 1344, Prioratus de Ayllone au XIVe siècle,.
En 1803, lors de la division de la paroisse, on distingue Aillon-le-Vieux, là où se trouve l'ancienne église dédiée à Saint Donat, et Aillon-le-Jeune où l'on érige une nouvelle église dédiée à Notre-Dame de l'Assomption et qui accueille la station de sports d'hiver Les Aillons-Margériaz. Trois ans après l'annexion de la Savoie, en 1863, la division des deux paroisses donne naissance à deux communes distinctes portant le nom des deux paroisses,,.
En francoprovençal, le nom de la commune s'écrit Alyon-le-Zhoènô, selon la graphie de Conflans.

## Histoire
Dès 1804, Aillon est déjà divisée en deux paroisses : au nord de la vallée, Aillon-le-Vieux, là où se trouve l'ancienne église dédiée à Saint Donat, et au sud, Aillon-le-Jeune, où l'on érige alors une nouvelle église dédiée à Notre-Dame de l'Assomption. Elle est construite au carrefour de la route qui mène à la chartreuse d’Aillon et de celle qui monte au col des Prés. De style néo-roman, elle est terminée en 1806.
La division administrative des deux communes n'est officiellement entérinée que trois ans après l'Annexion de la Savoie, en 1863.

### Sports d'hiver
Tournant important dans la vie de la commune, les activités dédiées à la neige et aux sports d'hiver sont lancées par le conseil municipal de la commune en 1964. Les premières installations à voir le jour sont un téléski et un téléski à câble bas ou « fil neige » au lieu-dit de la Correrie à l'est du chef-lieu, à l'emplacement de l'actuelle station d'Aillon.
En 1980, un nouveau domaine skiable voit le jour sur les pentes orientales du mont Margériaz, lequel donne son nom à l'actuelle station du Margériaz.
Dix ans plus tard, alors que les sommets du mont Pelat et du mont Margériaz sont devenus accessibles en télésiège et téléskis dans chacune des deux stations, celles-ci se regroupent en un unique domaine skiable « Les Aillons-Margériaz » exploité par la Société d'économie mixte (SEM) des Bauges.
Au cours de l'hiver 2015-2016, Aillon-Station devient "Aillons-Margériaz 1000" et Le Margériaz devient "Aillons-Margériaz 1400".

### Autres sports
La commune a accueilli le prologue du Rallye automobile Monte-Carlo 1986. Cette discipline était alors à son apogée et le public se rue sur le parcours sinueux, enneigé et en partie boisé de 2,6 km. Plus de 60 000 spectateurs sont présents, le double de ce qui était prévu par la gendarmerie. La spéciale est d'ailleurs retransmise en direct sur TF1 en multicaméras avec les commentaires de Bernard Darniche, et profite évidemment d'une bonne audience, succès du rallye de l'époque oblige. Le village se voit ainsi offrir une belle publicité et 60 000 personnes présente sur la journée. Les embouteillages furent nombreux autour du village après l'épreuve. Le rallye de nos jours n'a que peu de chance de revenir sur les routes d'Aillon-le-Jeune, le parcours ne s'étendant pas plus haut que nord de Valence et le village célèbre de Saint-Bonnet-le-Froid[réf. nécessaire].
Le Tour de France cycliste passe par Aillons-le-Jeune (via le col des Prés) une première fois en 1998, puis en 2013.

### Situation administrative

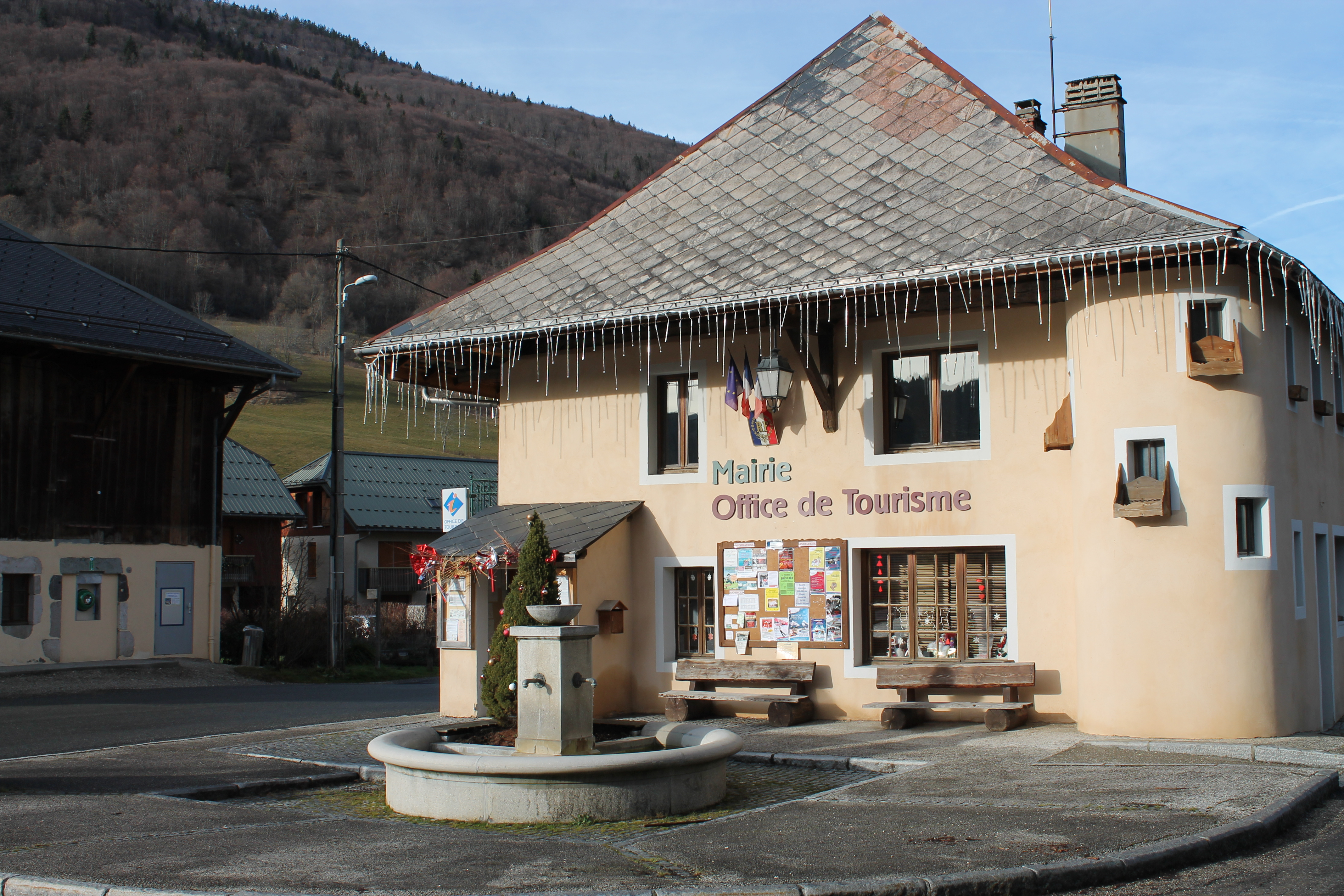
Mairie d'Aillon-le-Jeune.

## Politique et administration

### Administration municipale
Le nombre d'habitants au dernier recensement étant compris entre 100 et 499, le nombre de membres du conseil municipal est de 11.
Les élections municipales de 2014 se sont déroulées par élections des candidats au scrutin majoritaire, en deux tours.

### Liste des maires
| Période                                  | Période                       | Identité                | Étiquette | Qualité |
| ---------------------------------------- | ----------------------------- | ----------------------- | --------- | ------- |
| Les données manquantes sont à compléter. |                               |                         |           |         |
| avant 1981                               | ?                             | Gaston Trépier          | DVG       |         |
| mars 2001                                | mars 2008                     | André Guerraz           | DVD       |         |
| mars 2008                                | mars 2014                     | Roger Ginollin          | SE        |         |
| avril 2014                               | octobre 2018 (démissionnaire) | Philippe-Albert Trepier | SE        |         |
| décembre 2018                            | mars 2020                     | Emmanuelle Andrevon     | SE        |         |
| mars 2020                                | En cours                      | Serge Tichkiewitch      | SE        |         |

### Tendances politiques et résultats
|                                   | 1er score | 1er score                                              | 2e score | 2e score                                              | Participation |
| Élections municipales de 2020     |           | 80,80 % pour Serge Tichkiewitch (SE)                   |          | 80,30 % pour Amandine Tallon Paget (SE)               | 57,73 %       |
| Élections départementales de 2021 |           | 60,33 % pour Catherine Chappuis et Albert Darvey (DVG) |          | 39,67 % pour Philippe Cordier et Chistine Rajat (DVD) | 35,74 %       |
| Élections régionales de 2021      |           | 56,00 % pour Laurent Wauquiez (UD)                     |          | 36,00 % pour Fabienne Grebert (UG)                    | 35,64 %       |
| Élections européennes de 2024     |           | 26,05 % pour Jordan Bardella (RN)                      |          | 17,67 % pour Valérie Hayer (ENS)                      | 54,71 %       |
| Élections législatives de 2022    |           | 53,30 % pour Patrick Mignola (ENS)                     |          | 46,70 % pour Jean-François Coulomme (NUP)             | 54,50 %       |
| Élection présidentielle de 2022   |           | 63,01 % pour Emmanuel Macron (LREM)                    |          | 36,99 % pour Marine Le Pen (RN)                       | 72,14 %       |

## Population et société

### Démographie

#### Évolution démographique
L'évolution du nombre d'habitants est connue à travers les recensements de la population effectués dans la commune depuis 1866. Pour les communes de moins de 10 000 habitants, une enquête de recensement portant sur toute la population est réalisée tous les cinq ans, les populations de référence des années intermédiaires étant quant à elles estimées par interpolation ou extrapolation. Pour la commune, le premier recensement exhaustif entrant dans le cadre du nouveau dispositif a été réalisé en 2008.

En 2022, la commune comptait 429 habitants, en évolution de −1,38 % par rapport à 2016 (Savoie : +3,63 %, France hors Mayotte : +2,11 %).
| 1866 | 1872 | 1876 | 1881 | 1886 | 1891 | 1896 | 1901 | 1906 |
| ---- | ---- | ---- | ---- | ---- | ---- | ---- | ---- | ---- |
| 742  | 710  | 693  | 698  | 734  | 712  | 649  | 613  | 563  |

| 1911 | 1921 | 1926 | 1931 | 1936 | 1946 | 1954 | 1962 | 1968 |
| ---- | ---- | ---- | ---- | ---- | ---- | ---- | ---- | ---- |
| 546  | 420  | 395  | 354  | 352  | 293  | 284  | 232  | 211  |

| 1975 | 1982 | 1990 | 1999 | 2006 | 2008 | 2013 | 2018 | 2022 |
| ---- | ---- | ---- | ---- | ---- | ---- | ---- | ---- | ---- |
| 225  | 250  | 261  | 339  | 424  | 446  | 437  | 434  | 429  |

#### Pyramide des âges
En 2018, le taux de personnes d'un âge inférieur à 30 ans s'élève à 29,5 %, soit en dessous de la moyenne départementale (33,6 %). De même, le taux de personnes d'âge supérieur à 60 ans est de 24,4 % la même année, alors qu'il est de 26,7 % au niveau départemental.
En 2018, la commune comptait 224 hommes pour 210 femmes, soit un taux de 51,61 % d'hommes, largement supérieur au taux départemental (48,96 %).
Les pyramides des âges de la commune et du département s'établissent comme suit.
| Hommes | Classe d’âge | Femmes |
| ------ | ------------ | ------ |
| 0,4    | 90 ou +      | 1,0    |
| 5,4    | 75-89 ans    | 5,2    |
| 19,2   | 60-74 ans    | 17,6   |
| 30,4   | 45-59 ans    | 25,7   |
| 17,0   | 30-44 ans    | 19,0   |
| 14,3   | 15-29 ans    | 11,9   |
| 13,4   | 0-14 ans     | 19,5   |

| Hommes | Classe d’âge | Femmes |
| ------ | ------------ | ------ |
| 0,7    | 90 ou +      | 2      |
| 7,2    | 75-89 ans    | 9,9    |
| 17,1   | 60-74 ans    | 18     |
| 21,1   | 45-59 ans    | 20,4   |
| 18,9   | 30-44 ans    | 18,4   |
| 17,2   | 15-29 ans    | 15,1   |
| 17,7   | 0-14 ans     | 16,2   |

### Enseignement
La commune d'Aillon-le-Jeune est située dans l'académie de Grenoble. En 2015, elle administre une école primaire publique « La Combe », constituée d'une école maternelle et une école élémentaire et regroupant 34 élèves.

### Médias

#### Radios et télévisions
La commune est couverte par des antennes locales de radios dont France Bleu Pays de Savoie, ODS radio ou encore la radio des Bauges Radio Alto... Enfin, la chaîne de télévision locale TV8 Mont-Blanc diffuse des émissions sur les pays de Savoie. Régulièrement l'émission La Place du village expose la vie locale du bassin annécien. France 3 et son décrochage France 3 Alpes, peuvent parfois relater les faits de vie de la commune.

#### Presse et magazines
La presse écrite locale est représentée par des titres comme Le Dauphiné libéré. Plus localement, on trouve aussi d'autres journaux avec La Vie nouvelle ou encore l'Essor savoyard.

## Économie

### Tourisme

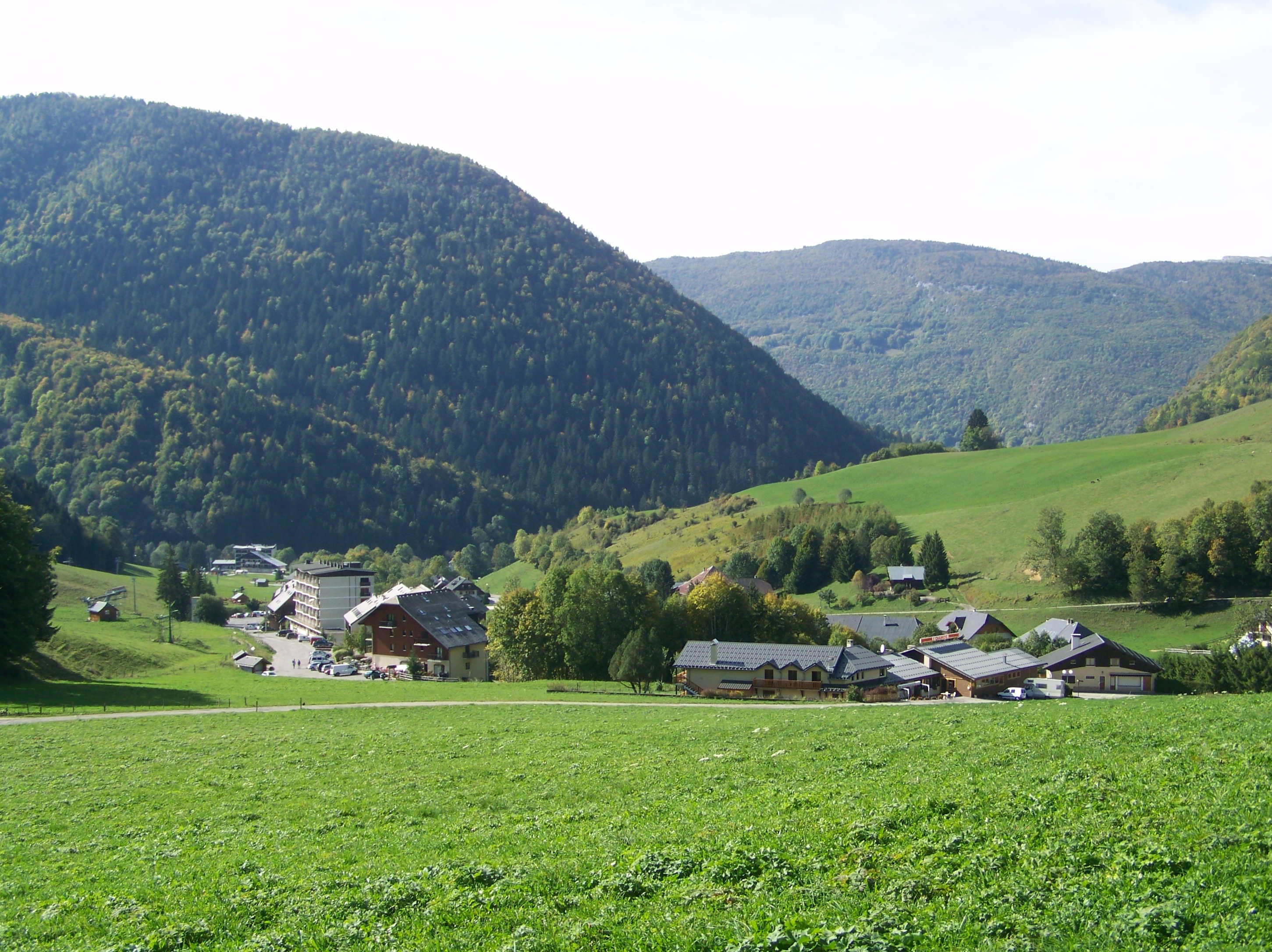
Vue de la station d'Aillon-le-Jeune.

Station de ski des Aillons-Margériaz : 1 850 m au sommet des pistes ; 40 km de pistes de ski alpin ; 40 km de ski de fond.
En 2014, la capacité d'accueil de la commune, estimée par l'organisme Savoie Mont Blanc, est de 3 735 lits touristiques répartis dans 642 structures. Les hébergements se répartissent comme suit : 137 meublés ; une structure d'hôtellerie de plein air ; 3 centres ou villages de vacances/auberges de jeunesse ; 5 refuges ou gîtes d'étape et deux chambres d'hôtes.

## Culture et patrimoine

### Lieux et monuments

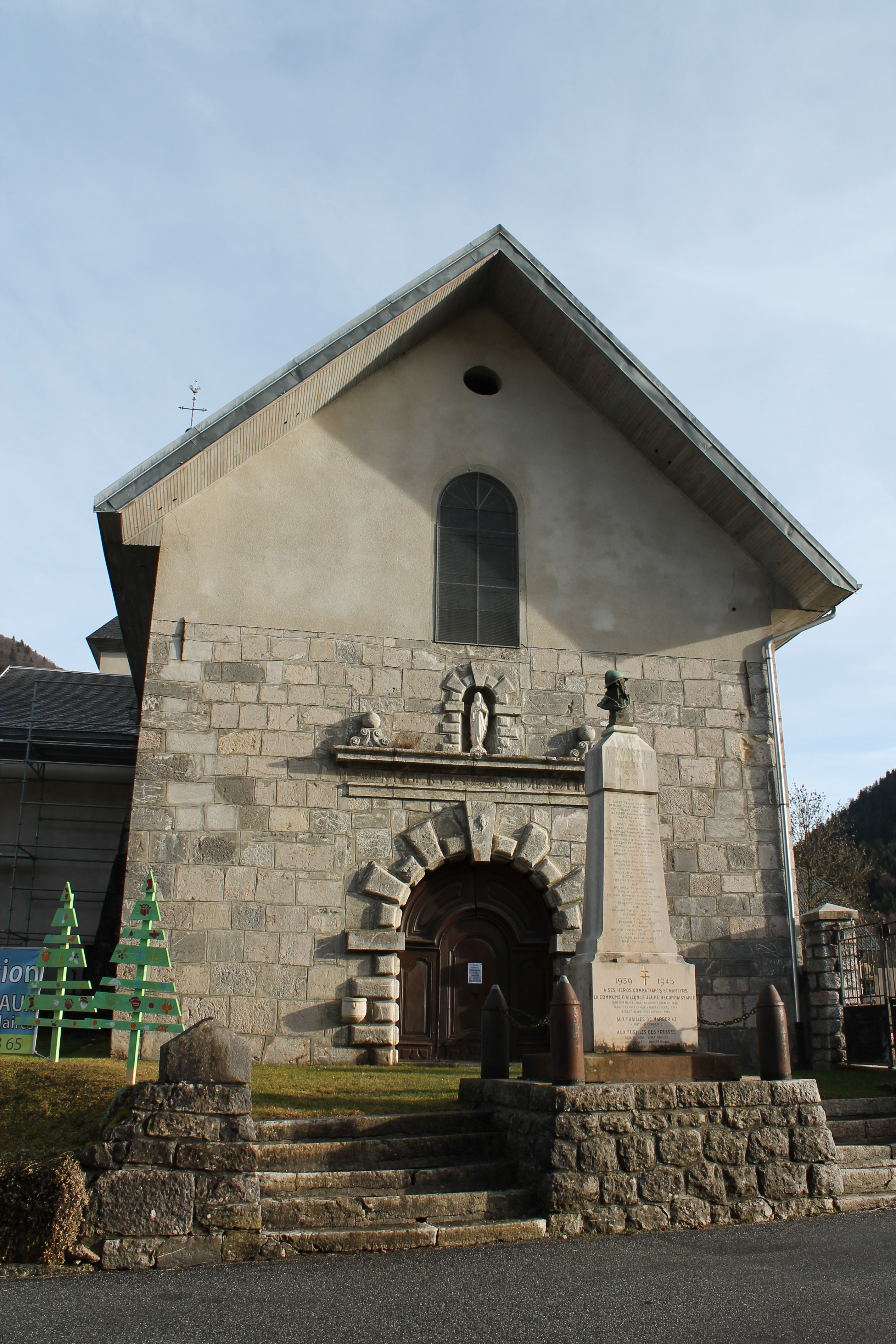
Façade de l'église Notre-Dame-de-l'Assomption (1806) et le monument aux morts.
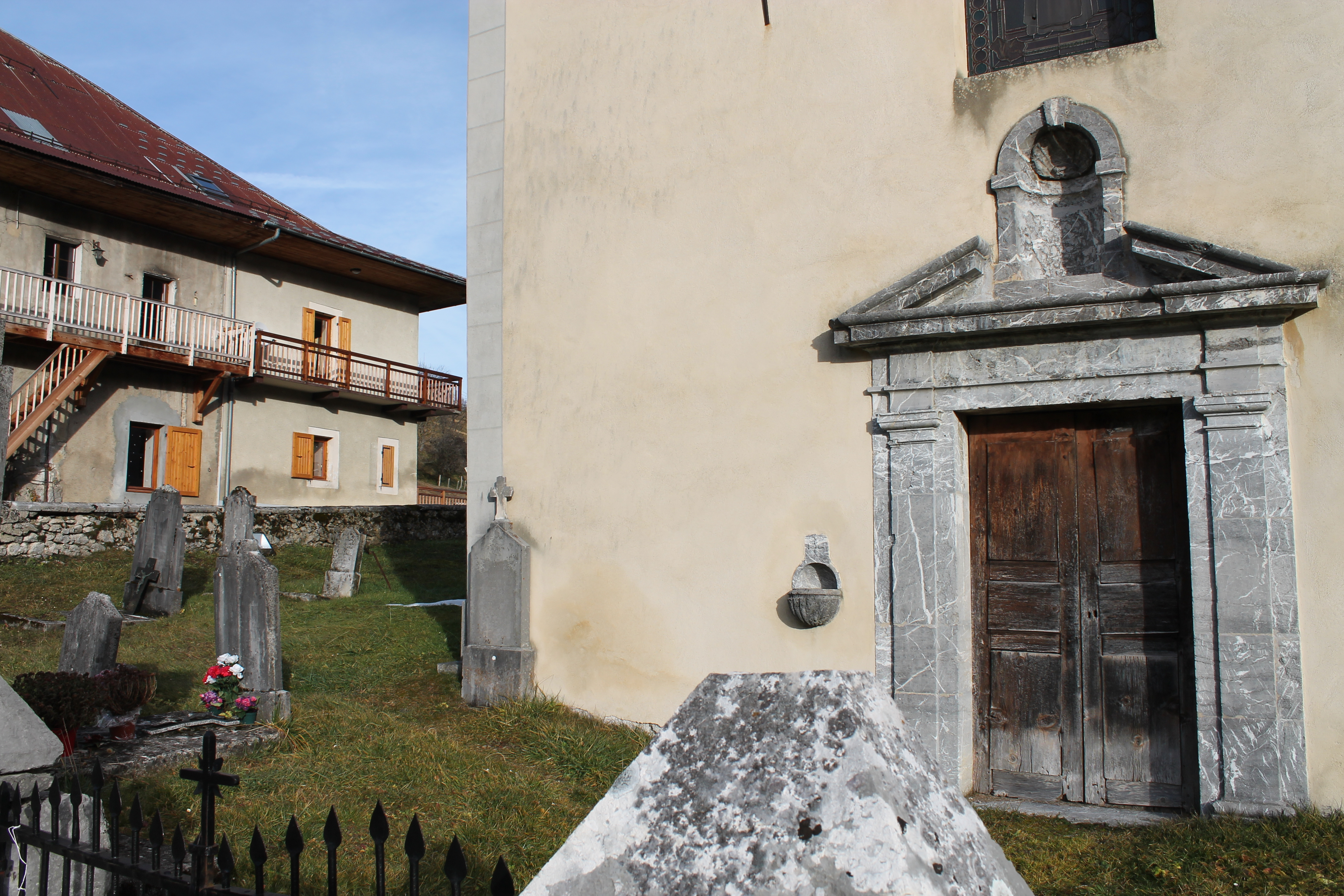
Vue de l'entrée de la chapelle de la Correrie et de son cimetière.
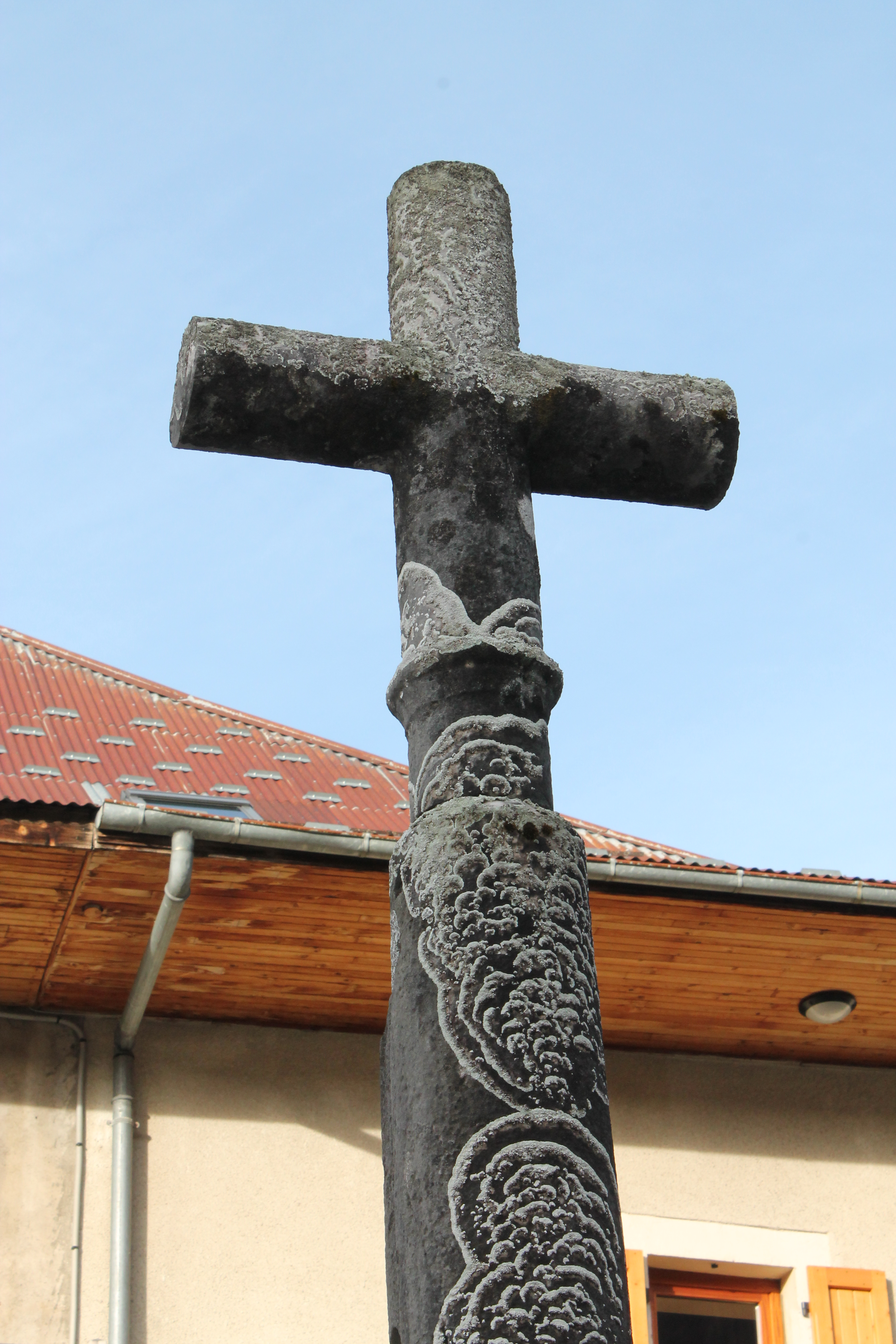
Croix de cimetière (XIIIe siècle).

- Église placée sous le patronage de Notre-Dame-de-l'Assomption. Le nouvel édifice, de style néoroman, est construit en 1806[35].
- Chartreuse d'Aillon  Inscrit MH (1994) dont le dernier bâtiment en place abrite la Maison du Patrimoine du parc naturel régional du Massif des Bauges.
- La chapelle de la Correrie (voir Correrie) et sa croix de cimetière du XIIIe siècle  Inscrit MH (1944).

### Espaces verts et fleurissement
En 2014, la commune obtient le niveau « deux fleurs » au concours des villes et villages fleuris.

### Jumelage
Aillon-le-Jeune est jumelée avec la commune de Sauzon, située sur l'île de Belle-Île-en-Mer.

### Cinéma
En 1933, c'est en partie à Aillon-le-Jeune qu'est tourné le film Knock, réalisé par Roger Goupillières et Louis Jouvet.